# Самара (Украйна)
Вижте пояснителната страница за други значения на Самара.
Самара (на украински: Сама́ра; на руски: Самара) е река в Донецка, Харковска и Днепропетровска област на Украйна, ляв приток на Днепър. Дължина 311 km. Площ на водосборния басейн 22 600 km². В украинските и казашките източници реката се нарича „Самар“, но след като водосборният ѝ басейн попада във владение на Русия постепенно се налага името Самара.
Река Самара води началото си от северозападната част на Донецкото възвишение, на 2 km източно от село Маревка, Донецка област, на 198 m н.в. и тече предимно в западна посока през източната част на Приднепровската низина. В горното си течение тече в северозападна посока, а след сгт Александровка завива на запад и югозапад, напуска пределите на Донецка област, пресича крайния южен ъгъл на Харковска област и навлиза на територията на Днепропетровска област. Тук реката в начало тече на югозапад, където при сгт Петропавловка в нея отляво се влива река Бик. При село Николаевка завива на запад-северозапад, като преминава през градовете Терновка и Павлоград, в района на които получава притоците си Волча (отляво), Терновка, Малая Терновка и Вязовок (отдясно). При сгт Гвардейское Самара рязко завива на юг, преминава покрай сгт Гвардейское и град Новомосковск и навлиза в езкуственото езеро „Ленин“. В него отляво се вливат реките Подполная и Татарка, а отдясно – Килчен. След изтичането си от езерото „Ленин“ реката се влива отляво в река Днепър в чертите на град Днепропетровск, на 50 m н.в. Ширината на коритото ѝ се колебае между 15 и 40 m, а на места достига до 300 m.
Самара е най-пълноводна при топенето на снеговете през пролетта, но се подхранва и от дъждовни и подземни води. Замръзва в периода от ноември до януари, а се размразява през втората половина на март или началото на април. В горното течение обикновено пресъхва от края на юли до началото на ноември, като през зимата понякога замръзва до дъно. Плавателна е от района на град Новомосковск.